# Friedrich Green (Politiker, 1701)
Friedrich Green (* 1701 in Lübeck; † 28. Februar 1773 ebenda) war ein deutscher Kaufmann und Bürgermeister der Hansestadt Lübeck.

## Leben
Friedrich Green war Sohn des Lübecker Bürgers Heinrich Green († 1723). Er gehörte der Kaufleutekorporation der Novgorodfahrer an und wurde aus ihr 1749 in den Lübecker Rat erwählt. 1769 wurde er im Rat zum Lübecker Bürgermeister und Kämmereiherrn bestimmt. Der Subrektor des Katharineums zu Lübeck Johann Georg Gesner widmete ihm sein Verzeichnis der Bücher der Stadtbibliothek.
Green war mit einer Tochter des Lübecker Bürgers Zerran verheiratet, der Sohn Gotthard Heinrich Green wurde später ebenfalls Ratsherr der Stadt.